# Critix
Critix est une revue française d'étude de la bande dessinée fondée en 1993 par Évariste Blanchet. Elle connaît une première série en 1992-1994 puis une seconde, composée de douze numéros, de l'automne 1996 à l'été 2001.

## Histoire
La revue est relancée à l'automne 1996. Comprenant 64 pages photocopiées au format A5, brochée sous une couverture plus rigide, son tirage est de 150 exemplaires. Le comité de la rédaction de la deuxième série comprend Évariste Blanchet, Renaud Chavanne, Jean-Paul Jennequin, Christian Marmonnier et Jean-Philippe Martin ; le directeur de publication est Luc Thébault. Critix, malgré le faible tirage, se vend moyennement bien et rencontre très peu d'écho. Les rédacteurs extérieurs au comité de rédaction sont peu nombreux. Critix disparaît de nouveau dans l'indifférence générale à l'été 2001.

## Contenu
Critix propose de nombreux articles théoriques et consacre une grande place à la méta-critique, ce qui permet de nouveaux développement théoriques. Ces pages purement théoriques concernant environ la moitié de la revue, parfois plus, selon les numéros.
Le reste est occupé par l'étude approfondie d'un thème (Les petits formats), d'un auteur (Daniel Goossens) ou d'une série (Jeremiah), plus rarement à la critique de bandes dessinées récentes (La Fille du professeur, Ghost World, de Daniel Clowes).